# Ete
Ete es un pueblo ubicado en el distrito de Kisbér, condado de Komárom-Esztergom, Hungría.

## Superficie
Posee una superficie de 20,62 kilómetros cuadrados.

## Demografía
Hasta 2024 la población era de 579 habitantes,  con una densidad de población de 28,08 habitantes por kilómetro cuadrado.